# Melanepalpellus corpulentus
Melanepalpellus corpulentus är en tvåvingeart som beskrevs av Townsend 1927. Melanepalpellus corpulentus ingår i släktet Melanepalpellus och familjen parasitflugor. Inga underarter finns listade i Catalogue of Life.